# NGC 61
NGC 61 es un par de galaxias en interacción localizada en la constelación de Piscis. Las dos galaxias que interacionan son NGC 61A y NGC 61B. Ambas fueron descubiertas el 10 de septiembre de 1785 por William Herschel.